# ラサ商事
ラサ商事株式会社（ラサしょうじ、英: Rasa Corporation）は、東京都中央区日本橋に本社を置く、鉱産物、産業機械、環境プラントなどを専門とする日本の商社である。東京証券取引所スタンダード市場上場企業。

## 概要
鉱物や非鉄金属を始めとして、建設機械や産業用高機能ポンプ、主要製鉄所における高炉の付帯設備も主力商品として扱っている。
鉱物であるジルコンサンドは、オーストラリア・アイルカ社と総代理店契約をしており、取扱量は国内シェア50%を超え、首位である。またオーストラリアやスイス等、海外から輸入している産業用高機能ポンプの取扱も同様にして高く、ニッチ市場におけるトップシェアを構築している。
社名は、母体が沖縄県に属する沖大東島（通称 ラサ島）で、リン鉱石を採掘した化学メーカーラサ工業であったことに由来する。1939年にラサ工業の営業部門を分離独立して設立。その後一時は大平洋金属の関連会社となったものの、現在はどちらの企業からも独立した独立系専門商社である。
最近では「M&A」も重要な経営戦略のひとつと位置付け、既存事業とのシナジーを見出せる企業の買収により、成長と強固な収益の基盤作りを加速させることを視野に入れている。

## 事業所
本社所在地
- 東京本社

東京都中央区日本橋蛎殻町1-11-5 RASA日本橋ビルディング
拠点
- 国内

札幌支店、仙台支店、名古屋支店、大阪支店、広島支店、福岡支店、静岡営業所、高松営業所、札幌機械センター、東京機械センター、千葉機械センター、広島機械センター、福岡機械センター
- 海外

中国、シンガポール、アメリカ

## 主な事業内容
原料
天然鱗状黒鉛・球状黒鉛・炭化ケイ素・ブラウンアルミナ・ホワイトアルミナ・電融マグネシア・電融スピンネル・溶融シリカ・シリカフラワー・仮焼アルミナ・レンガ粉砕加工・炭化ほう素・シリマナイトの輸入・販売
産業資材
珪藻土（ダイカライト）・フィルターバッグ（集塵機用濾布）・サーモテックス（工業用耐熱フェルト）・セラミックファイバー製品（断熱材）・人造黒鉛ブロック断熱レンガ・クリーニング溶剤・活性炭・ヤシガラ製品
鉱産物及び非鉄金属等
ジルコンサンド・金属シリコン・脱硅ジルコニア・ルチール・イルメナイト・フェロニッケル・リン酸・無水リン酸・亜リン酸・リン二次加工品・マルプ・水酸化アルミニウム・ポリ塩化アルミニウム（PAC）・硫酸バンド・金属マンガン・・金属ニッケル・タルク・カオリン・珪石・炭化硼素・電解マンガンなどの鉱物の輸出入・販売
産業機械
工場、下水道設備向けの高機能ポンプ、バルブ、ミキサー、シールド掘削機、長距離流送用ポンプ、スチールボール、活性炭、全自動パイプカッターなどの建設機械の輸出入・販売
設備関連
鉄鋼メーカー向け水砕製造プラントの設計・販売

## 関連会社
- イズミ株式会社（化成品関連商社）
- 旭テック株式会社（プラント・設備工事会社）
- ラサ・リアルエステート株式会社（不動産賃貸事業）